# Offensiva Ostrogožsk-Rossoš'
Offensiva Ostrogožsk-Rossoš' (in russo Острогожско-Россошанская наступательная операция?, Ostrogožsko-Rossošanskaja nastupatel'naja operacija) è la denominazione, presente nella storiografia sovietica ed adottata dalla letteratura internazionale, della terza fase dell'offensiva invernale dell'Armata Rossa nel 1942-1943, dopo l'operazione Urano e l'operazione Piccolo Saturno, nel quadro delle campagne militari sul fronte orientale della seconda guerra mondiale. 
Sferrata a partire dal 12 gennaio 1943 nel settore dell'alto corso del Don, questa operazione in pochi giorni provocò la sconfitta del contingente ungherese e coinvolse nella catastrofe militare anche alcuni reparti della Wehrmacht tedesca ed il Corpo d'armata alpino, ultima formazione combattente ancora efficiente dell'8ª Armata dopo la disfatta del dicembre 1942.
Nel corso di una drammatica ritirata i superstiti del Corpo alpino, insieme ad altri reparti sbandati tedeschi e ungheresi, raggiunsero la salvezza dopo la battaglia di Nikolaevka. Questa seconda fase della sconfitta dell'8ª Armata italiana in Russia, nella storiografia italiana viene cumulativamente indicata insieme alla battaglia di dicembre nella denominazione di Seconda battaglia difensiva del Don.
Dopo questa nuova disfatta, il fronte meridionale tedesco, già in difficoltà a Stalingrado, a causa dell'accerchiamento della 6ª Armata, nella regione di Rostov e nel Caucaso, venne completamente scompaginato; di conseguenza l'Armata Rossa poté avanzare verso Char'kov e Kursk, e aggirare da sud la posizione difensiva di Voronež che sarebbe stata attaccata nella successiva offensiva sovietica (offensiva Voronež-Kastornoe).

## Storia

### Situazione strategica
Nei primi giorni del gennaio 1943, la situazione strategico-operativa delle forze dell'Asse nel settore meridionale del fronte orientale era molto difficile; dopo il fallimento del tentativo tedesco di andare in soccorso della 6ª Armata intrappolata nella sacca di Stalingrado dal 23 novembre 1942 (operazione Tempesta Invernale) e la riconquista da parte delle forze sovietiche del generale Rodion Malinovskij di Kotel'nikovo il 29 dicembre 1942, la sorte delle truppe tedesche accerchiate era ormai compromessa. Il 30 dicembre, di conseguenza, Adolf Hitler aveva dovuto finalmente autorizzare la ritirata del Gruppo d'armate A del generale Ewald von Kleist dal Caucaso; egli richiedeva che la ritirata fosse effettuata con ordine, salvando l'equipaggiamento e che fosse organizzata una vasta testa di ponte nella penisola di Taman' in previsione di riprendere in futuro la conquista del Caucaso.
Il Gruppo d'armate Don del feldmaresciallo Erich von Manstein era impegnato a combattere, in grave inferiorità di uomini e mezzi, contemporaneamente due difficili battaglie difensive. A sud del Don si batteva la indebolita 4. Panzerarmee del generale Hermann Hoth contro le potenti forze del generale Malinovskij, passato al comando del fronte di Stalingrado in sostituzione del generale Andrej Erëmenko,  per cercare di mantenere il possesso di Rostov e permettere quindi il deflusso del raggruppamento del Caucaso. A nord del Don, i due improvvisati raggruppamenti operativi dei generali Maximilian Fretter-Pico e Karl-Adolf Hollidt tentavano di frenare l'avanzata del fronte Sud-Occidentale del generale Nikolaj Vatutin che in dicembre aveva travolto gran parte dell'ARMIR e aveva raggiunto di sorpresa gli aerodromi tedeschi che rifornivano la sacca di Stalingrado.
Le varie Panzer-Division (19., 6., 11., 17., 23., 3., 27., SS-"Wiking") impiegate continuamente in battaglie e manovre per chiudere le numerose falle del fronte, stavano progressivamente esaurendo le loro forze, nonostante il recente arrivo dalla Francia della 7. Panzer-Division - con 146 panzer - e di un battaglione di carri armati pesanti Panzer VI Tiger I - il Schwere Panzerabteilung 503.

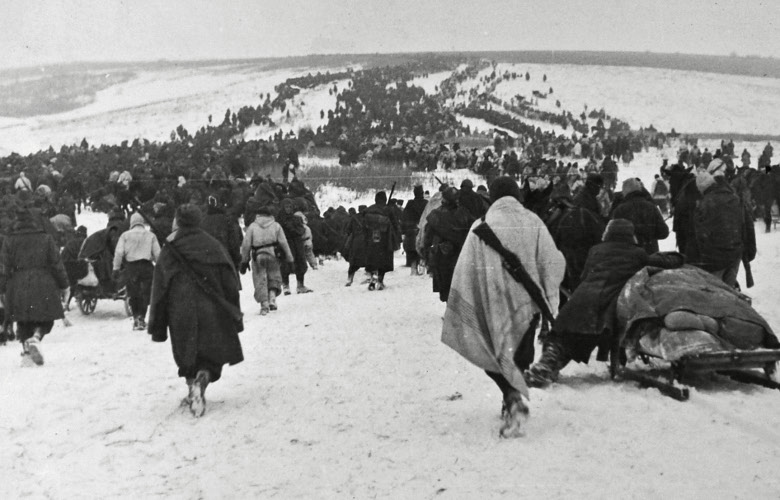
La ritirata delle truppe italiane durante la seconda battaglia difensiva del Don.

La situazione strategica tedesca sembrava fortemente compromessa, ma in realtà, anche Stalin e i suoi generali erano impegnati in valutazioni e decisioni operative non semplici, per sfruttare l'indebolimento degli eserciti dell'Asse e raggiungere entro la fine dell'inverno una vittoria decisiva nel settore meridionale. In questa fase l'attenzione principale di Stalin era ancora concentrata su Stalingrado; desideroso di una rapida conclusione della battaglia, che avrebbe reso disponibili le armate del Fronte del Don del generale Konstantin Rokossovskij impiegate contro la sacca della 6. Armee, egli si dimostrò irritato e impaziente con il generale Nikolaj Voronov, incaricato concludere la battaglia a Stalingrado. Dopo alcuni colloqui burrascosi con Stalin, il generale Voronov diede inizio all'operazione Anello (Kolžo) sul fronte di Stalingrado il 10 gennaio 1943.

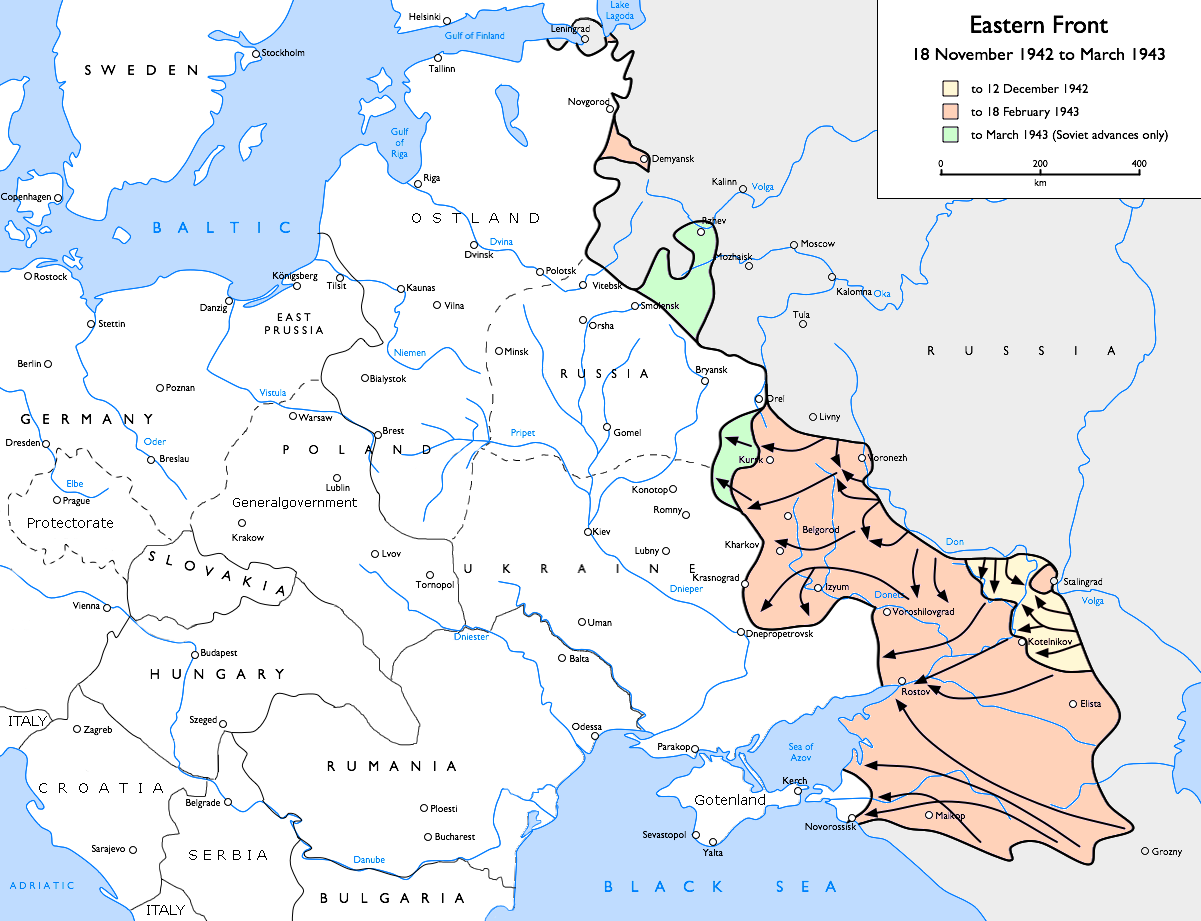
Il fronte orientale e le direttrici della offensiva invernale sovietica 1942-1943.

Mentre era in attesa della rapida distruzione della sacca, Stalin si concentrò anche sull'importante obiettivo di tagliare fuori e distruggere il Gruppo d'armate A del feldmaresciallo Ewald von Kleist nel Caucaso: tuttavia, nonostante le continue sollecitazioni del dittatore e l'intervento personale del generale Aleksandr Vasilevskij, le forze sovietiche nel Caucaso, a causa di alcuni errori tattici e delle grandi difficoltà logistiche legate al clima invernale e al territorio impervio, fallirono nella loro missione. Il feldmaresciallo von Manstein, con notevole abilità, riuscì a rallentare la marcia dei corpi corazzati del generale Malinovskij verso Rostov permettendo al raggruppamento tedesco del Caucaso di completare la ritirata entro il 7 febbraio per la via di Rostov.
Durante questo periodo era già in piena organizzazione, sotto la supervisione diretta dei generali Georgij Žukov e Aleksandr Vasilevskij e con il continuo controllo dello stesso Stalin, una nuova grande offensiva, la terza fase - dopo "Urano" e "Piccolo Saturno" dell'offensiva invernale sovietica 1942-43; questo nuovo attacco avrebbe interessato il settore dell'Alto Don difeso dalla 2ª Armata ungherese, dal Corpo d'armata alpino italiano e da unità tedesche frettolosamente raggruppate nel 24º Panzerkorps per sbarrare la valle della Kalitva, sul fianco destro degli alpini.
Fin dal 22 dicembre 1942 Stalin, durante un improvviso incontro al Cremlino, aveva incaricato personalmente il generale Filipp Golikov, comandante del fronte di Voronež in quel momento impegnato, insieme al fronte Sud-Occidentale del generale Vatutin, nello sfruttamento in profondità del successo dell'operazione Piccolo Saturno,  di studiare, pianificare e organizzare questa nuova offensiva la cui riuscita avrebbe definitivamente scardinato il fronte meridionale dell'Asse, aprendo la strada per un'avanzata verso le grandi città di Kursk e Char'kov e verso il fiume Dniepr e il Mar d'Azov.
Il fronte di Voronež, incaricato della missione, sarebbe stato rinforzato con l'assegnazione di grandi quantitativi di artiglieria pesante per scardinare le difese fisse ungheresi lungo il Don e soprattutto con l'afflusso della poderosa 3ª Armata corazzata, proveniente dalle riserve strategiche posizionate nella regione di Tula. Questa formazione mobile si sarebbe schierata di sorpresa, nel massimo segreto, nel settore sinistro del fronte d'attacco del generale Golikov e avrebbe costituito la massa d'urto decisiva per frantumare le precarie linee dell'Asse nella regione Novaja Kalitva-Kantemirovka, appena costituite dopo il crollo delle difese italiane sul Medio Don.

### Lo sfondamento e la tenaglia

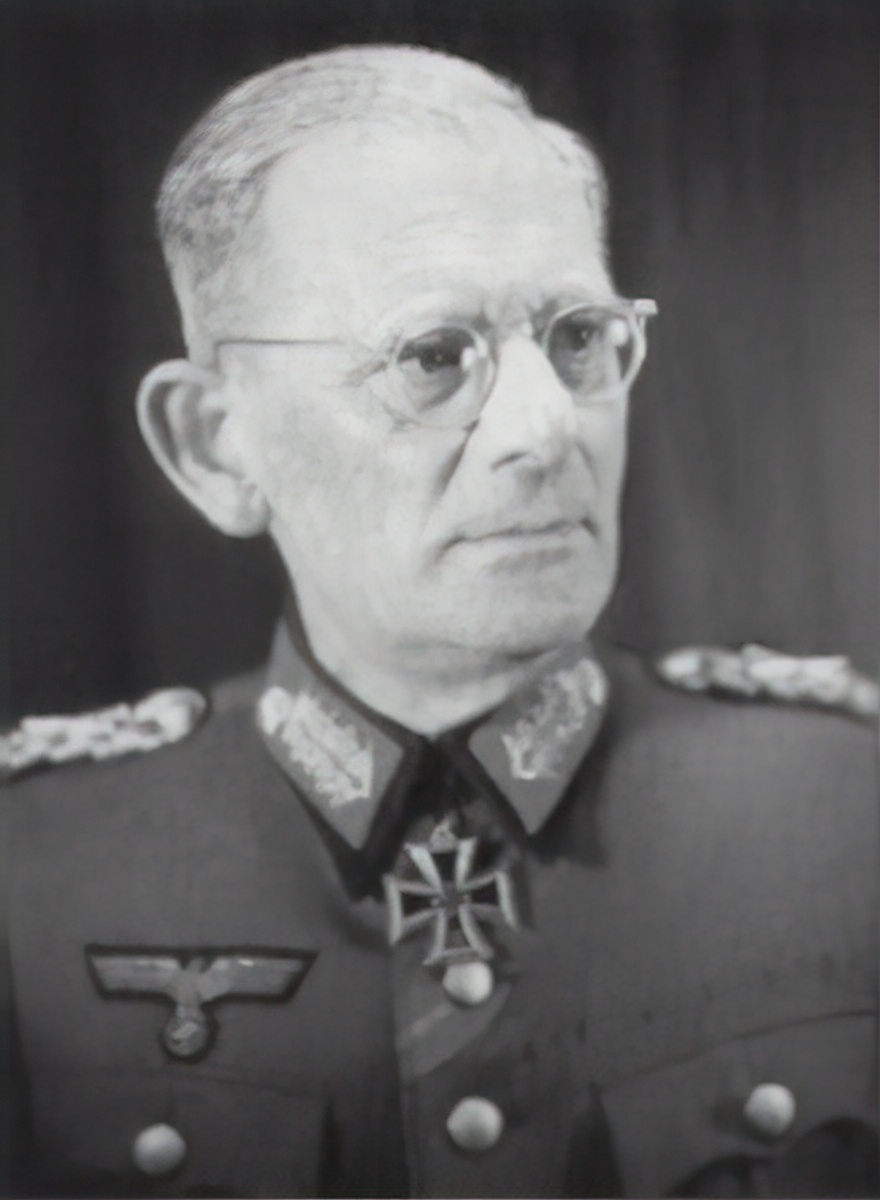
Il generale Maximilian von Weichs, comandante del Gruppo d'armate B.

Il lavoro preparatorio del generale Golikov proseguì in fretta; inoltre alcuni studi preliminari erano già pronti dai primi di dicembre ad opera del generale Kirill Moskalenko, comandante della 40ª Armata sovietica, incaricata di attaccare le posizioni ungheresi dalla testa di ponte sul Don di Storozevoe che era stata conquistata dalle truppe sovietiche fin dall'estate 1942. A partire dal 3 gennaio 1943 la pianificazione venne costantemente controllata sul posto dai generali Georgij Žukov e Aleksandr Vasilevskij; in particolare il primo generale, che sarebbe stato promosso a maresciallo dell'Unione Sovietica il 18 gennaio 1943 in riconoscimento del suo contributo alla vittorie invernali, diede prova della consuete energia, incitando bruscamente i generali sottoposti alla massima velocità e alla costante attenzione per i dettagli operativi e per la segretezza del piano d'attacco.

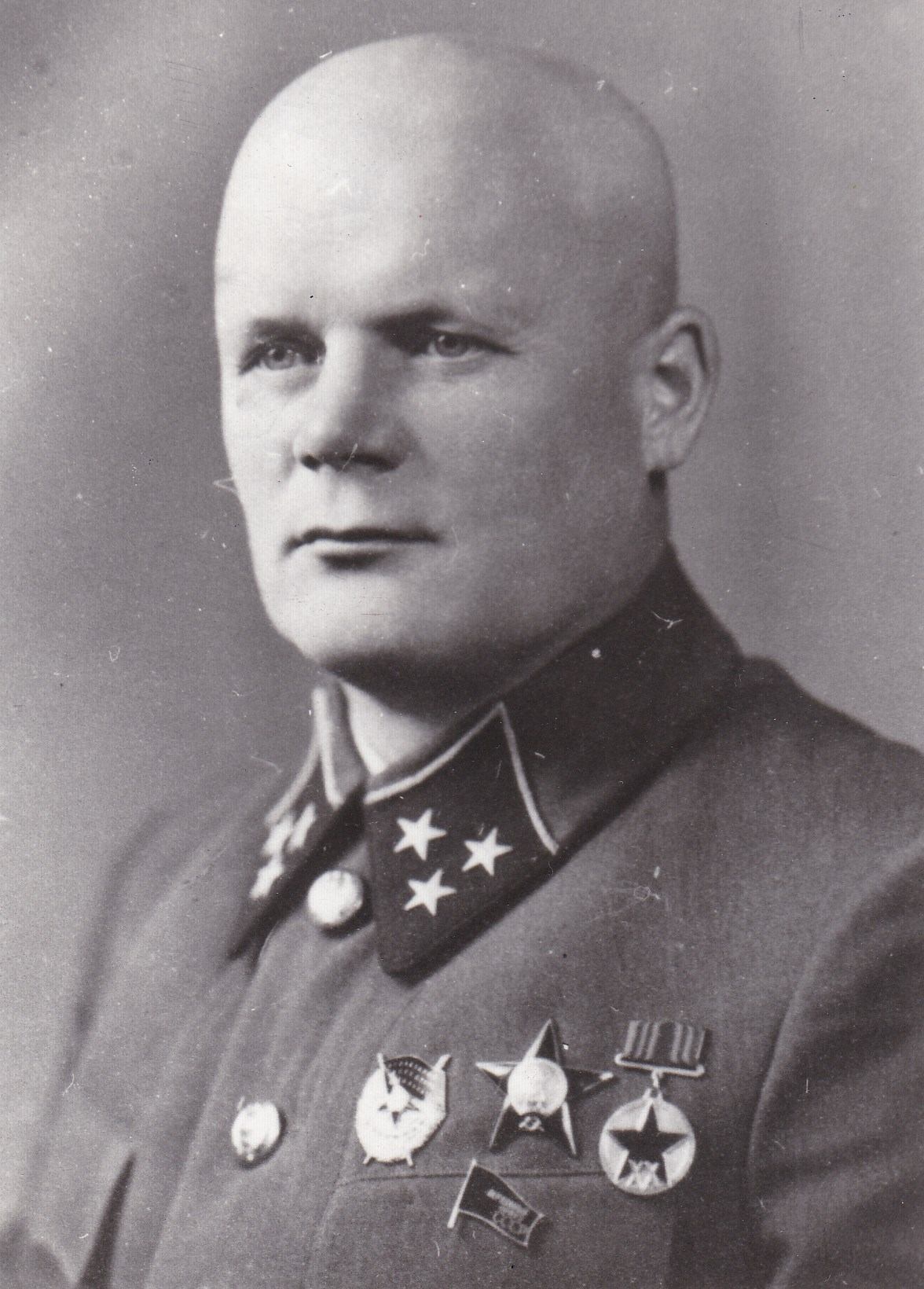
Il generale Filipp Golikov, comandante del Fronte di Voronež.

In particolare, alcuni giorni prima dell'offensiva, il generale Žukov ebbe un violento alterco con il comando del fronte proprio in merito ad un presunto cedimento del sistema di sicurezza. In realtà l'attacco colse di sorpresa le forze dell'Asse; il comando del Gruppo d'armate B del generale Maximilian von Weichs apparentemente era consapevole del pericolo ma si trovò nell'impossibilità di farvi fronte per mancanza di riserve, mentre gli ungheresi e anche gli italiani, sia a livello di Comando Supremo con il maresciallo Ugo Cavallero, sia a livello del comando dell'8ª Armata con il generale Italo Gariboldi, erano convinti dell'esaurimento delle risorse offensive sovietiche e quindi erano fiduciosi in una tregua invernale in quel settore.
Il settore del Don attaccato, compreso tra la regione a sud di Voronež e quella a sud di Kantemirovka, era difeso a nord dalla 2ª Armata ungherese del generale Jany, schierata lungo il Don con nove deboli divisioni di fanteria e la modesta riserva della 1ª Divisione corazzata ungherese dotata di un centinaio di carri armati M38 di origine ceca e Panzer IV con cannone corto. Alle truppe ungheresi seguivano più a sud, sempre appoggiate sul Don, le forze italiane del Corpo d'Armata Alpino del generale Gabriele Nasci che allineava la 2ª Divisione alpina "Tridentina", la 156ª Divisione fanteria "Vicenza" e la 4ª Divisione alpina "Cuneense". Da Novaja Kalitva era schierato il 24º Panzerkorps tedesco del generale Martin Wandel con due divisioni tedesche (385ª e 387ª Divisione fanteria), il gruppo Waffen-SS "Fegelein", la 3ª Divisione alpina "Julia" e la debole riserva della 27. Panzer-Division con qualche decina di carri armati. A Starobelsk stazionava, a copertura del comando dell'ARMIR, la 19. Panzer-Division anch'essa molto a corto di mezzi corazzati. Si trattava nel complesso di uno schieramento poco solido, con scarse riserve mobili e già minacciato sulla sinistra e anche sulla destra, nel settore ungherese, dove i sovietici disponevano della importante testa di ponte a sud del Don di Storozevoe.
Il piano sovietico prevedeva infatti un doppio attacco sui due lati con successiva manovra a tenaglia convergente sulla città di Alekseevka per accerchiare completamente tutto il raggruppamento dell'Asse. A nord dalla testa di ponte di Storozevoe avrebbe attaccato la 40ª Armata del generale Moskalenko, protetta sulla destra dal 4º Corpo corazzato, trasferito dalla regione di Stalingrado; al centro il 18º Corpo sovietico avrebbe inscenato un altro attacco minore dalla piccola testa di ponte di Šuče; infine la massa principale della 3ª Armata corazzata del generale Pavel Rybalko, avrebbe sbaragliato sulla sinistra il 24. Panzerkorps tedesco e puntato direttamente su Rossoš', che era la sede del quartier generale del Corpo alpino italiano, e su Alekseevka per andare incontro alla 40ª Armata proveniente da nord.
Sulla sinistra il 7º Corpo di cavalleria e una parte della 6ª Armata sovietica, appartenente al Fronte Sud-Occidentale del generale Vatutin, avrebbero coperto i carri armati del generale Rybalko, avanzando in direzione di Valujki. A causa delle difficoltà di spostamento e delle intemperie invernali, l'attacco subì un ultimo rinvio: alla fine il 4º Corpo corazzato non riuscì a giungere in tempo, mentre la 3ª Armata corazzata, spostata con grandi difficoltà a causa anche di un gigantesco ingorgo ferroviario dalla lontana regione di Tula, sarebbe entrata in campo con solo una parte delle sue forze, 400 carri armati invece degli oltre 550 previsti. Per mantenere la sorpresa, i generali Žukov, Vasilevskij e Golikov decisero di non attendere il completamento di tutti gli spostamenti: il 14 gennaio sarebbe partito l'attacco principale, mentre fin dal 12 gennaio il generale Moskalenko avrebbe iniziato l'assalto nel suo settore settentrionale.

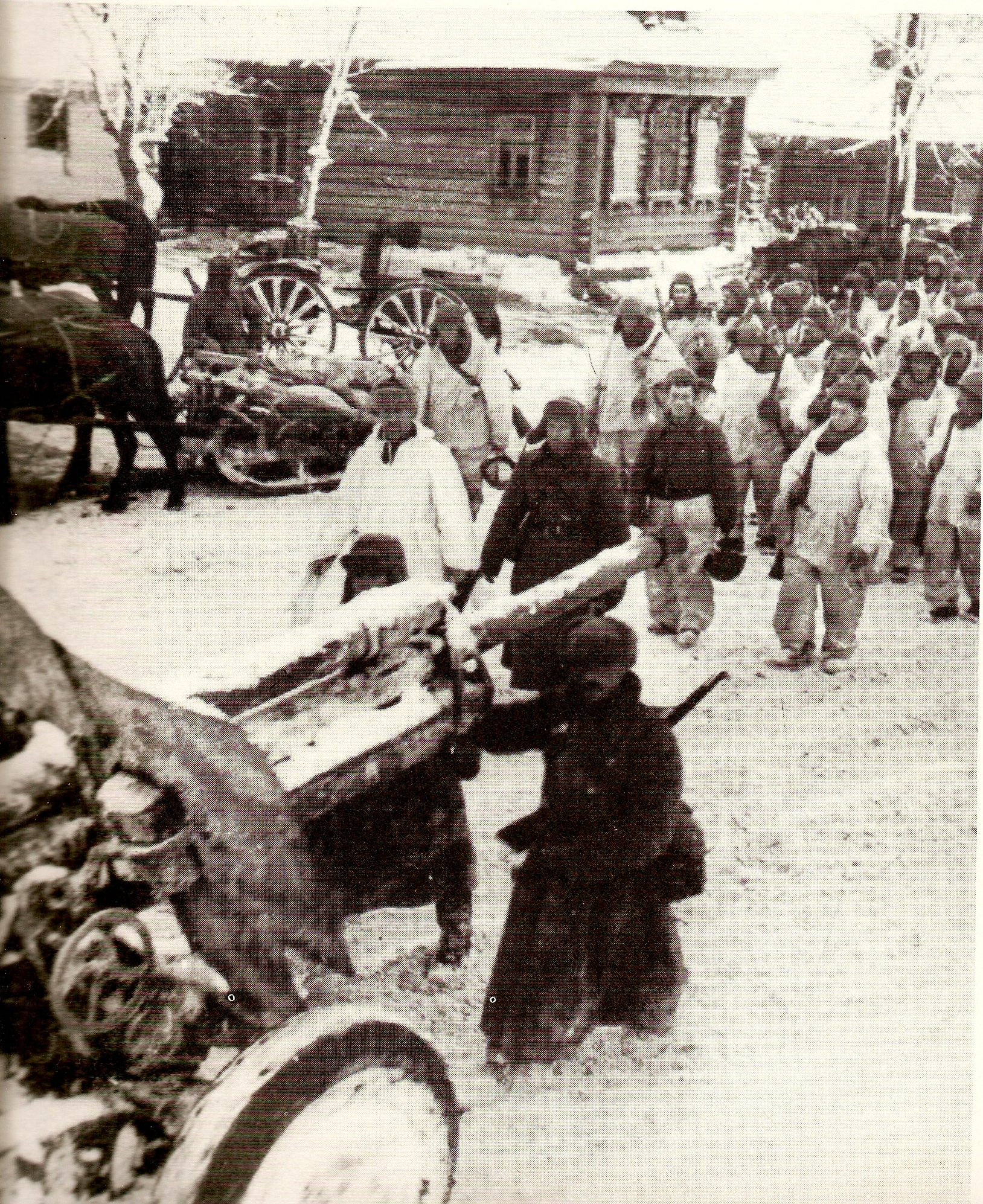
L'Armata Rossa prosegue la sua avanzata invernale.

L'attacco del 12 gennaio ebbe immediatamente un grande successo; in particolare nel settore ungherese, i potenti concentramenti d'artiglieria sovietica frantumarono le difese sia a Storozevoe sia a Šuče, provocando il rapido crollo dell'armata ungherese; le colonne sovietiche proseguirono subito in profondità verso Ostrogožsk e Alekseevka per accerchiare in gruppi separati le divisioni ungherese già in ritirata; l'intervento del cosiddetto "Gruppo Kramer", formazione improvvisata costituita con la 1ª Divisione corazzata ungherese e la 26ª Divisione fanteria tedesca, non ottenne alcun risultato e l'avanzata sovietica continuò inarrestabile. Il 14 gennaio la situazione era già compromessa nel settore ungherese; il Corpo Alpino, esposto sui due fianchi, cominciò quindi ad ipotizzare un ripiegamento preventivo incontrando il rigido diniego dei comandi superiori tedeschi e italiani. In questo modo, il corpo alpino veniva costretto ad un'inutile resistenza sul posto e ad un'inevitabile ritirata imposta dal nemico, nel caos e nella disorganizzazione.

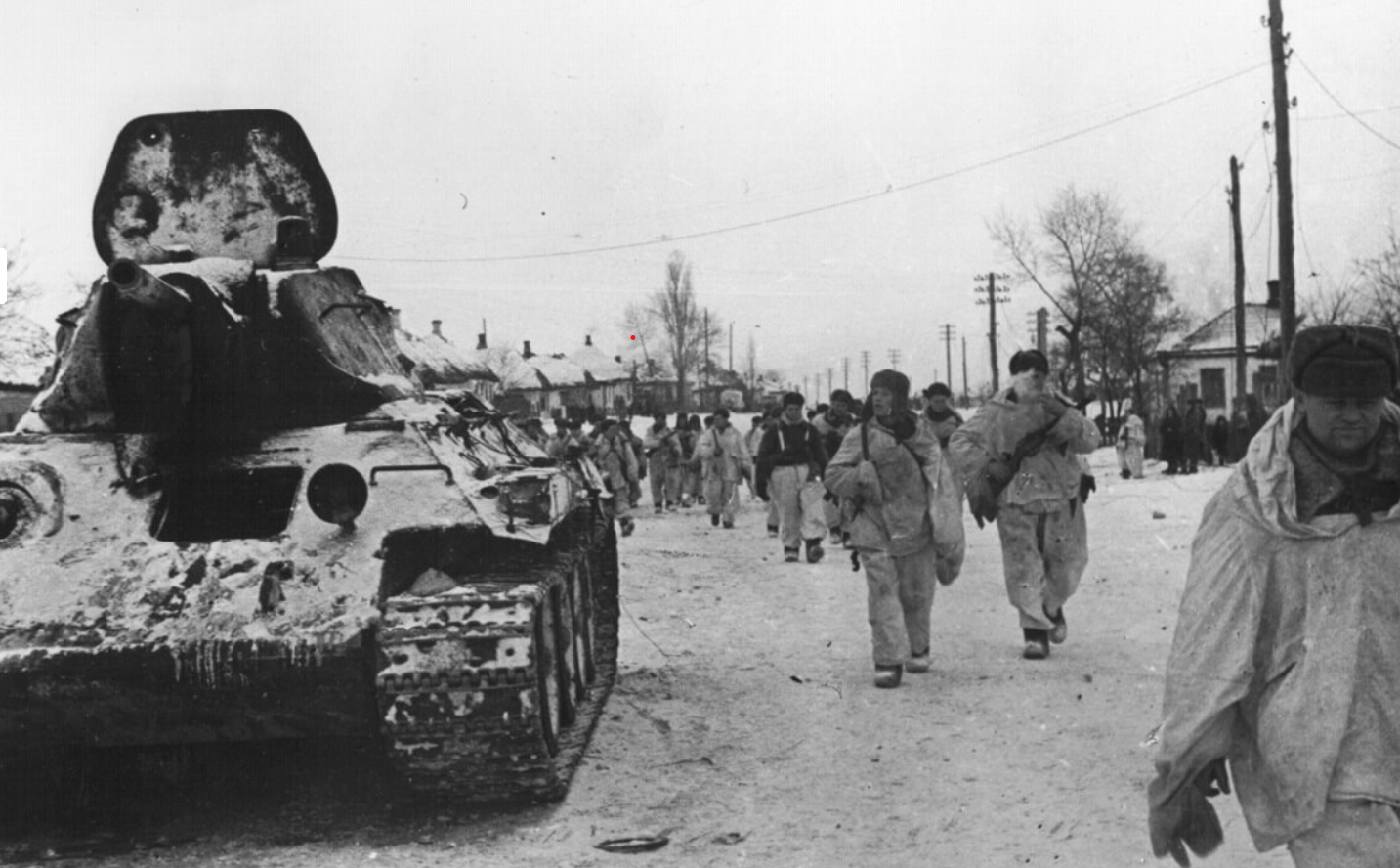
Reparti del 12º Corpo corazzato sovietico entrano a Rossoš' il 16 gennaio 1943.

Il 14 gennaio 1943 passava all'attacco nel settore sud la potente 3ª Armata corazzata, che per la prima volta scendeva in campo al comando del generale Rybalko; negli anni successivi questa formazione blindata avrebbe partecipato a molte altre battaglie, divenendo una delle armate mobili più famose e temute dell'Armata Rossa.
I carri armati sovietici mossero in avanti divisi in tre colonne contro le difese del 24º Panzerkorps; a destra il 12º Corpo corazzato del generale Mitrofan Zinkovič avanzò con una brigata corazzata e una brigata motorizzata in direzione di Rossoš',  che era il quartier generale del Corpo alpino; l'avanzata venne contrastata da reparti tedeschi della 387. Infanterie-Division nel villaggio di Mikhajlovka e solo nella notte i sovietici riuscirono a superare questa resistenza e proseguire verso nord. La colonna di sinistra del 12º Corpo, costituita da due brigate corazzate, avanzò invece più agevolmente, respinse alcuni reparti tedeschi e marciò direttamente verso Rossoš.
Sulla sinistra del 12º Corpo corazzato, avanzava la colonna di punta del 15º Corpo corazzato del generale Vasilij Kopcov, con una brigata corazzata e una brigata motorizzata; questi reparti sfondarono rapidamente le difese della 387. Infanterie-Division, avanzarono di 20 chilometri già nella mattinata e sbucarono direttamente a Zilino, sede del comando del 24º Panzerkorps, travolgendo il quartier generale; lo stesso generale Martin Wandel venne ucciso negli scontri.
La situazione dell'Asse divenne critica il 15 gennaio; la colonna di destra, il 12º Corpo corazzato del generale Zinkovič, il mattino fece irruzione di sorpresa dentro Rossoš', quartier generale del Corpo alpino: dopo la confusione iniziale, un coraggioso contrattacco respinse i sovietici, ma già il 16 gennaio i carri armati ritornarono all'attacco; Rossoš' cadde; il Corpo alpino rischiava di rimanere tagliato fuori, il 24º Panzerkorps era già in rotta. Il 17 gennaio il 15º Corpo corazzato raggiunse Alekseevka dove si congiunse con le unità della 40ª Armata sovietica che avevano sgominato le difese ungheresi.
Le forze dell'Asse erano ormai frantumate in tronconi separati: gli ungheresi furono in gran parte accerchiati nelle sacche di Ostrogožsk a nord, e di Karpenkovo al centro; il Corpo alpino era tagliato fuori a Podgornoe dopo l'arrivo del 12º Corpo corazzato a Karpenkovo: alle 11.00 del 17 gennaio finalmente il comando dell'ARMIR ordinò lo sganciamento e la ritirata delle divisioni alpine.

### La drammatica ritirata degli Alpini
Una massa di circa 70 000 uomini si mosse con confusione e disorganizzazione; non essendo stati fatti preparativi per una ritirata metodica, i mezzi e le artiglierie furono abbandonate sul posto; le comunicazioni con il comando dell'ARMIR furono subito interrotte, gli unici mezzi di sfondamento disponibili erano quattro cannoni d'assalto tedeschi Sturmgeschütz III. Alla enorme colonna composta dalle tre divisioni alpine e dalla divisione Vicenza, si unirono lungo la strada circa 10 000 tedeschi, i resti del 24º Panzerkorps, e tra 2 000 e 7 000 truppe ungheresi sbandate provenienti da nord che cercavano di sfuggire alla prigionia.

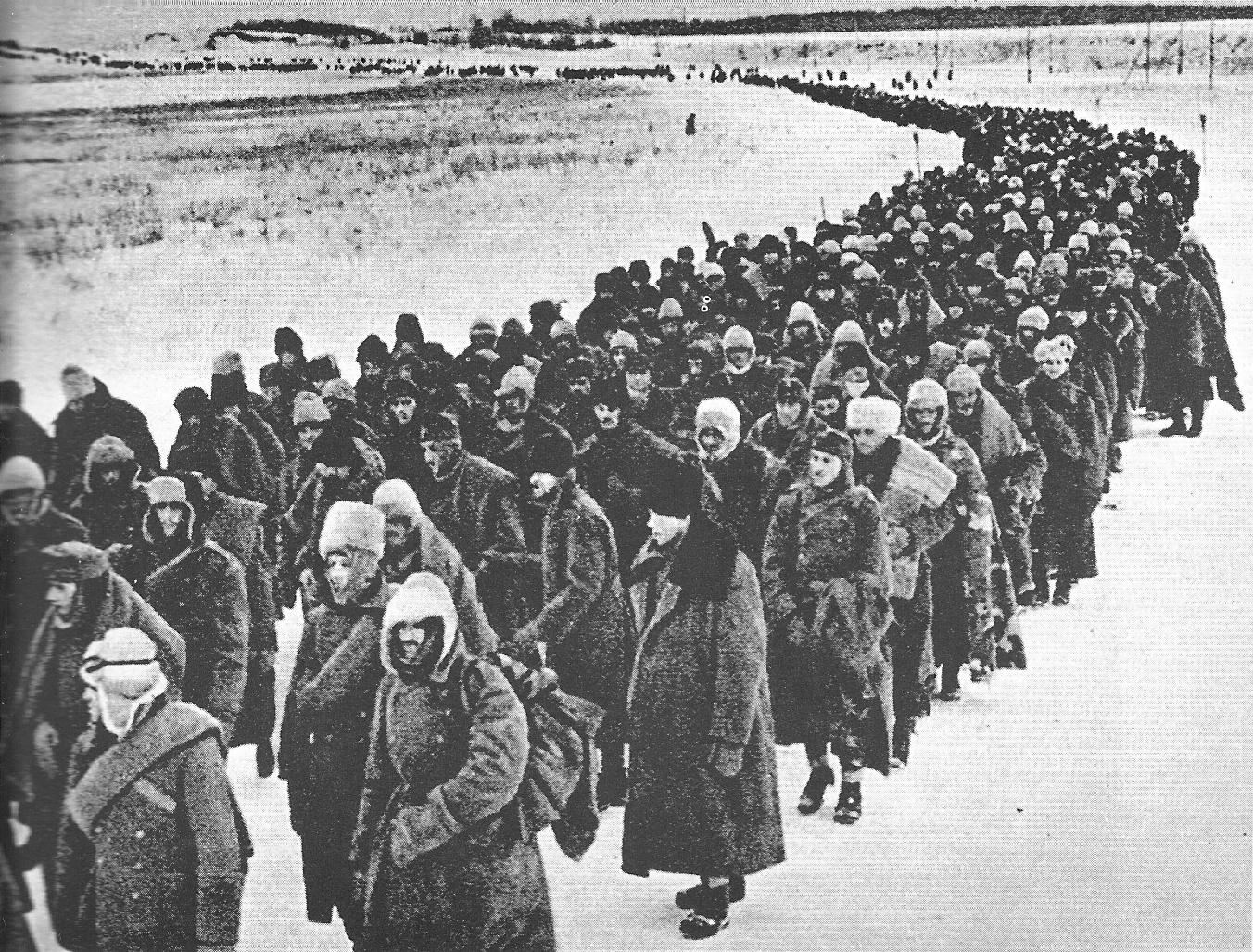
Colonna di prigionieri italiani, tedeschi, ungheresi e rumeni.

Fin dall'inizio solo alcuni reparti alpini disciplinati e combattivi, con l'aiuto di alcuni elementi tedeschi motorizzati, costituirono l'unica formazione efficiente di questa interminabile colonna appiedata nella neve. Da Podgornoe le truppe della Tridentina confluirono inizialmente su Postojali, mentre la Julia e la Cuneense venivano intercettate a Nowo Postojalowka, dove subirono gravi perdite prima di poter proseguire. I sovietici, in realtà, impiegarono contro le colonne in ritirata solo una piccola parte delle loro forze e, forse sottovalutando la tenacia degli alpini, si concentrarono invece nell'avanzata in profondità con le colonne corazzate spinte verso ovest. Grazie anche a questo errore dei sovietici, la colonna in ritirata proseguì la sua estenuante marcia, continuamente falcidiata dagli attacchi di disturbo, dall'esaurimento generale, dalla mancanza di rifornimenti e dall'inclemenza del clima invernale della steppa.
Dopo il raggruppamento generale a Postojali (20 gennaio), la Tridentina al comando del generale Luigi Reverberi, l'unità più efficiente e combattiva delle truppe in ritirata, guidò l'attacco su Šeljakino che permise di superare un nuovo sbarramento sovietico; ma a questo punto le altre due divisioni alpine deviarono per errore più a nord e incapparono a Varvarovka il 23 gennaio 1943 in un nuovo ostacolo nemico; la battaglia fu drammatica e le perdite tra gli italiani furono altissime; interi reparti furono distrutti. I resti della Julia, della Cuneense e della Vicenza proseguirono ancora verso sud allontanandosi dalla Tridentina e dai reparti tedeschi.
Durante l'ultima parte della tragica ritirata ci furono fasi di disperazione, di caos e di cedimento del morale; gravi incidenti scoppiarono tra le truppe tedesche e quelle italiane, apparentemente per lo sprezzante e non cameratesco comportamento dei soldati del Terzo Reich e per violenti contrasti sull'utilizzo dei pochissimi mezzi motorizzati disponibili. Nelle fasi concitate della ritirata il generale Karl Eibl, nuovo comandante del 24º Panzerkorps, rimase ucciso per l'esplosione di una bomba a mano scagliata dagli alpini contro il suo veicolo di comando, in circostanze mai completamente chiarite.

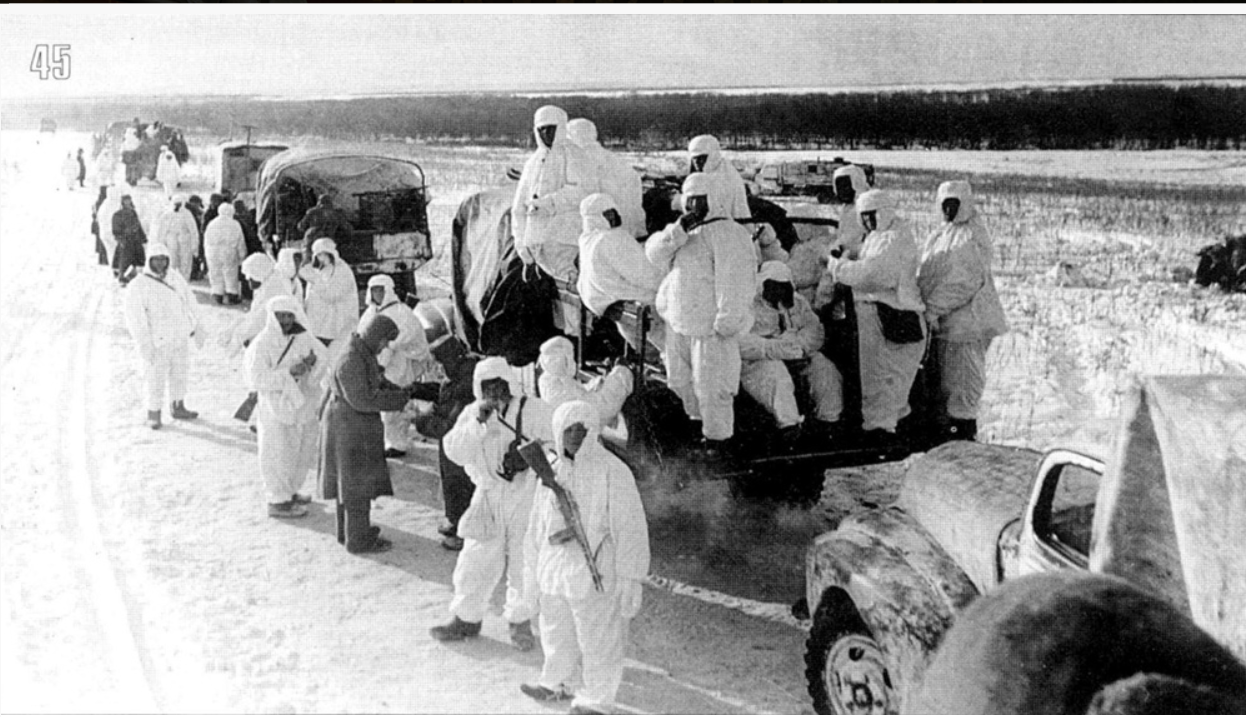
Truppe meccanizzate sovietiche, pesantemente equipaggiate per l'inverno, avanzano durante le offensive dell'Armata Rossa del 1942-43.

L'ultima fase della marcia verso ovest sarebbe culminata nel sanguinoso scontro della battaglia di Nikolaevka (26 gennaio), dove le colonne guidate dai resti della Tridentina e dai cannoni d'assalto tedeschi riuscirono a superare con gravi perdite l'ultimo sbarramento sovietico e a raggiungere la salvezza verso Šebekino; le altre due divisioni alpine e la Vicenza invece furono definitivamente intrappolate e costrette alla resa a Valujki a sud di Nikolaevka dai reparti del 7º Corpo di cavalleria sovietico che era giunto in quella località fin dal 19 gennaio.
Le perdite finali del corpo d'armata alpino furono elevatissime: su circa 63 000 uomini (tre divisioni alpine e divisione fanteria Vicenza), circa 51 000 furono i morti, feriti o dispersi; tutto il materiale e le artiglierie andarono perdute, i generali Emilio Battisti, Umberto Ricagno e Etelvoldo Pascolini (comandanti rispettivamente delle divisioni Cuneense, Julia e Vicenza) caddero prigionieri a Valujki. Le truppe ungheresi subirono perdite ancor maggiori: circa 143 000 soldati, di cui oltre 80 000 prigionieri; le notizie della disfatta provocarono la costernazione generale in patria nella popolazione e negli ambienti politici. Nell'esercito tedesco almeno tre divisioni di fanteria e una divisione corazzata furono praticamente distrutte, anche se alcuni reparti, grazie alla superiore organizzazione, riuscirono a mantenere la coesione fino alla fine e a ricongiungersi con il nuovo e precario schieramento dell'Asse.
Questa nuova vittoria confermò la potenza offensiva dell'Armata Rossa e la sua capacità di organizzare in inverno vaste manovre d'accerchiamento sui fianchi ed alle spalle delle poco mobili forze dell'Asse; le fonti sovietiche e russe evidenziano i brillanti risultati raggiunti e l'abile esecuzione del piano di attacco, parlando di una "Stalingrado sull'alto Don".

## Bilancio e conclusione
Mentre una parte delle forze sovietiche era impegnata a rastrellare le varie sacche di resistenza, a distruggere le colonne in fuga e a cercare di impedire alle residue truppe dell'Asse di sfuggire dalla trappola, gli elementi meccanizzati e di cavalleria dell'Armata Rossa, dopo aver rapidamente chiuso la manovra a tenaglia su Alekseevka, avevano proseguito verso ovest per sfruttare l'enorme falla aperta nello schieramento nemico a causa del crollo della 2ª Armata ungherese, del Corpo alpino e del 24º Panzerkorps tedesco. Quasi immediatamente, Stalin ed il generale Vasilevskij, che coordinava le operazioni, avevano incaricato il generale Golikov di organizzare con la massima rapidità una nuova operazione in direzione nord per mettere in pericolo e possibilmente accerchiare, in collaborazione con il Fronte di Brjansk schierato più a nord, la 2ª Armata tedesca, ancora asserragliata a Voronež.
Contemporaneamente la 3ª Armata corazzata del generale Rybalko, dopo la riuscita avanzata in profondità, doveva far avanzare subito i suoi carri armati verso occidente per sbaragliare i nuovi precari sbarramenti tedeschi costituiti principalmente da alcune deboli divisioni di fanteria raggruppate nel cosiddetto "Gruppo Lanz" che peraltro stava per ricevere un potente rinforzo con l'arrivo del II SS-Panzerkorps  in trasferimento dalla Francia. Lo Stavka stava già pianificando nuove operazioni in direzione di Char'kov, in cooperazione con le forze del Fronte Sud-Occidentale del generale Vatutin che avrebbero superato il fiume Donec.
Queste nuove ambiziose operazioni, pianificate dal 20 gennaio 1943, avrebbero dato luogo alla offensiva Voronež-Kastornoe e alla successiva operazione Stella, caratterizzata dalla breve riconquista di Char'kov (15 febbraio 1943) da parte dell'Armata Rossa. L'interminabile offensiva sovietica sembrava inarrestabile, il Gruppo d'Armate B tedesco aveva praticamente cessato di esistere e sarebbe effettivamente stato sciolto da Hitler a metà febbraio; le armate degli alleati della Germania nazista erano state distrutte, mentre anche i tedeschi sembravano incapaci di ristabilire la situazione. Le truppe tedesche della 6ª Armata accerchiate a Stalingrado si arresero il 2 febbraio.